# Epectaptera umbrescens
Epectaptera umbrescens là một loài bướm đêm thuộc phân họ Arctiinae, họ Erebidae.